# 紀佳松
紀佳松（1979年4月28日—），台裔加拿大人，台灣創作男歌手，精通詞曲創作、編曲、製作、BEAT BOX、鋼琴、Remix混音。其父親是台語流行音樂教父紀明陽，母親是台語流行音樂填詞人蔡素惠，妻子是亞太影展影后張榕容。

## 簡介
紀佳松於1979年在台灣出生，家庭為音樂世家：爸爸是台語歌壇教父紀明陽，媽媽是台語歌詞曲創作人蔡素惠。1995年16歲時隨家人移民加拿大卑詩省大温地區。畢業於Cambie Secondary中學，然後進入杜格拉斯學院修讀音樂系並畢業。
1997年參加了由加拿大中文電台AM1470和 FM96.1舉辦的《第2屆加拿大中文歌曲創作大賽》，他的参賽作品是一生中首次的流行音樂創作，也在當屆比賽得到了《最受歡迎歌曲獎》。
2012年12月18日，紀佳松在個人微博公布與演員張榕容已於11月初在峇里島訂婚。
2013年2月22日，於台北登記結婚。
2013年12月29日，於喜來登飯店補辦婚宴。

## 音樂作品
2001年紀佳松回流台灣，初時把自己創作的歌曲寄給當時台灣大部分的唱片公司，但全部都石沈大海。
2002年，他第一首被取錄的歌曲终於在台灣公開面世，就是劉德華2002年《美麗的一天》專輯內的一首歌曲《I Miss You》。同年，F4的第二張專輯同名主打歌，煙火的季節
也同時傳遍大街小巷。
2003年，他更為F4成功打造大熱汽水廣告歌《Ask for More》，此曲在為他赢得香港和台灣多個音樂獎項。所以其後當F4的成員周渝民和吳建豪各自推出個人專輯的時候也指定要採用紀佳松的作品。
2004年，他投稿了一首歌《三分鐘的自由》，被收錄在蘇永康的專輯《So Fresh》內。
2005年開始紀佳松與潘瑋柏合作無間，由潘瑋柏專輯《高手》開始先後擔任潘瑋柏專輯的製作人及潘本人的鋼琴老師。期後，潘瑋柏力邀紀佳松加入音樂團隊《PAN@SONIC》。
2009年3月6日紀佳松推出首張個人專輯《Blue J》，其中《同一個遺憾》一曲就是由紀、潘二人合唱。
2011年4月1日推出第二張創作專輯《魚人》，第一波主打歌《金魚的眼淚》深受好評。
2013年11月27日推出『音樂建築師』系列概念專輯《夢遊》。

## 由創作人變成歌手

### 個人專輯
| 專輯 # | 專輯名稱 | 發行公司                  | 發行日期       | 曲目 |
| ------ | -------- | ------------------------- | -------------- | --- |
| 1st    | Blue J   | 巨室音樂 環球音樂         | 2009年3月6日   | 曲目 1. 水潑落地難收回2009 2. 每天 3. OK不OK 4. 隨身幸褔 5. 最後的晚餐 6. 同一個遺憾 7. 一人樂隊 8. 白黑 9. 一點一點 10. 衛星                                                           |
| 2nd    | 魚人     | 巨室音樂 環球音樂         | 2011年4月1日   | 曲目 1. 壞壞壞 2. 金魚的眼淚 3. 目光 4. 懂你的了解 5. 漂浮城 6. 第一夫人 7. 棉花田 8. 縫 9. 為難 10. 羅勒白                                                                             |
| 3rd    | 夢遊     | 巨室音樂 台灣索尼音樂娛樂 | 2013年11月27日 | 曲目 1. 瑪紀 1. 音樂官能病 2. I Know You Love Me 3. 不要忘記我 4. Lovely Pie 5. 我是女人 6. 瑪紀（feat.MATZKA） 7. 爛情歌 8. 不要再打了（feat.曾沛慈） 9. 愛因斯坦的腦袋 10. 我找不到我 |

## 作品列表

### 1999年
|                            |  |
| - 趙薇 - E-mail Love（曲） |  |

### 2002年
|                                                                                  | |
| - F4 - Ask For More（曲） - F4 -煙火的季節（曲） - 鄭新瑋 - 借給你耳朵（曲、編） | - 劉德華 - I Miss You（曲、詞，詞與劉德華及李安修合填） - 吳建豪 - 尋找茱麗葉（曲） - 吳建豪 - 午夜場的電影（曲） |

### 2003年
|                               |                       |
| - 祝帆剛 - 捨不得當情人（曲） | - 竇智孔 - 原來（曲） |

### 2004年
| | |
| - 紀佳松 - Girls Like That（曲、詞、編、監） - Toro(郭葦昀)、顏行書 - 對手（曲） - Toro(郭葦昀)、顏行書 - 親情（曲） - 賴雅妍 - 有病（曲） | - 周渝民 - Just For You（曲） - 韓雪 - 藍色雪花（曲） - 蘇永康 - 三分鐘的自由（曲） - 朱安禹 - 小小水蜜桃（編） |

### 2005年
| | |
| - 紀佳松 - Yeah（曲、詞、編、監） - Energy - Yeah（曲） - 李翊君 - 找不到人天荒地老（編、監） - 金莎 - All About You（曲、詞） - 張峰奇 - 沙漏（編、監） | - 張峰奇 - 習不習慣（編、監） - 劉允樂 - I Don't Want A Girl Like You（曲、編、監） - 潘瑋柏 - 一指神功（編、監） - 潘瑋柏 - 決戰鬥室（編、監） - 潘瑋柏 - 高手（編、監） |

### 2006年
|                                                                                     | |
| - 管維嘉 - 世紀末動物感傷（曲） - 黃閱 - 兄弟（詞、編、監，詞與王雅君及義大利合填） | - 潘瑋柏 - Pan@sonic（曲、詞，詞與潘瑋柏及光頭偉合填） - 潘瑋柏 - 來電（編、監） - 潘瑋柏 - 街頭詩人（曲） |

### 2007年
| | |
| - 潘瑋柏 - 玩酷（曲，曲與潘瑋柏合寫） - 潘瑋柏 - 左右（曲，曲與潘瑋柏合寫） - 潘瑋柏 - 完美故事（編） - 潘瑋柏 - 白日夢（編） - 潘瑋柏 - 無法法抗拒（編） - 朱安禹 - 乖乖（曲） | - 樊凡 - 展翅天空（曲、詞，詞與Lindsie合填） - 樊凡 - 別說男人（詞） - 樊凡 - 記得我愛你（詞） - 樊凡 - 獨愛你（詞） - 樊凡 - 大聲放（詞、編） - 樊凡 - 錢錢錢錢（編） |

### 2008年
|                                 |                             |
| - 潘瑋柏 - 轉機（國）（編、監） | - 潘瑋柏 - 轉機（粵）（編） |

### 2009年
| | |
| - 紀佳松 - 水潑落地難收回2009（曲、詞、編、監） - 紀佳松 - 每天（曲、編、監） - 紀佳松 - OK不OK（曲、編、監） - 紀佳松 - 隨身幸福（曲、編、監） - 紀佳松 - 最後的晚餐（曲、詞、編、監，詞與李念和合填） - 紀佳松、潘瑋柏 - 同一個遺憾（曲、詞、監，詞與李念和合填） - 紀佳松 - 一人樂隊（曲、詞、編、監） - 紀佳松 - 白黑（曲、編、監） - 紀佳松 - 一點一點（曲、詞、監，詞與鄭昭仁及義大利合填） - 紀佳松 - 衛星（曲、監） | - 江語晨 - 放晴（曲、編） - 黃文星 - 億萬克拉的幸福（曲） - 潘瑋柏 - Don't wanna say goodbye（曲、編、監，曲與潘瑋柏合寫） - 潘瑋柏 - 雙人舞（編、監，監與潘瑋柏合作） - 潘瑋柏 - 怎麼著（編、監，監與潘瑋柏合作） - 潘瑋柏 - 限量發行（曲、編、監，曲與潘瑋柏合寫，監與潘瑋柏合作） - 潘瑋柏 - 親愛的（編、監，監與潘瑋柏合作） |

### 2011年
| | |
| - 紀佳松 - 壞壞壞（曲、編、監，編與呂紹淳合編） - 紀佳松 - 金魚的眼淚（曲、編、監） - 紀佳松 - 目光（曲、編、監) - 紀佳松 - 懂你的了解（曲、監） - 紀佳松 - 漂浮城（曲、監） - 紀佳松 - 第一夫人（曲、詞、編、監，詞與梁永泰合填） - 紀佳松 - 棉花田（曲、編、監，編與小冷合編) - 紀佳松 - 縫（曲、詞、編、監） - 紀佳松 - 為難（曲、編、監，編與洪敬堯合編） - 紀佳松 - 羅勒白（曲、監） | - JPM - 因為有你（國）（編） - JPM - 因為有你（粵）（編） - 井柏然 - 愛情掉在哪裡 ( 曲、編 ) - 井柏然 - 無賴 ( 曲 ) - 東于哲 - 十九之夏 ( 曲 ) |

### 2012年
| | |
| - 紀佳松 - More Music More Live（曲、詞、編、監） - SpeXial - Be My Girl（監） - SpeXial - SpeXial（監） - SpeXial - Super Style（曲、編、監） - SpeXial - 只唱給你聽（監） - SpeXial - 發飆（SpeXial版）（監） - SpeXial - 發飆（終極王者版）（監） - SpeXial - 慶祝寂寞（監） - SpeXial - 全世界都曖昧（監，與王陞合作） - SpeXial - 最佳男友（監） - SpeXial - 超人一樣（監） - 汪小敏 - BABY GIRL（編） | - 陶妍霖 - 對角線（曲） - 陳喬恩 - 喜歡孤獨（曲、監） - 郭靜 - 擁抱你的微笑（曲） - 潘瑋柏 - 24個比利（編、監與潘瑋柏合作） - 潘瑋柏 - Baby Tonight（編、監與潘瑋柏合作） - 潘瑋柏 - 不想醒來（編、監與潘瑋柏合作) - 潘瑋柏 - 專屬於你（編、監與潘瑋柏合作） - 潘瑋柏 - 釋放自己（編、監與潘瑋柏合作） - 潘瑋柏 - 華麗進行曲（編、監與潘瑋柏合作） - 潘瑋柏、梁靜茹、周筆暢、魏晨、王心凌、梁文音、大嘴巴、黃美珍、李千娜、自由發揮 - 愛×愛（編、監） |

### 2013年
| | |
| - 紀佳松 - 音樂管能病（詞、曲、編） - 紀佳松 - I Know You Love ME（詞、曲、編） - 紀佳松 - 不要忘記我（詞、曲、編） - 紀佳松 - Lovely Pie（詞與王雅君合填、曲、編） - 紀佳松 - 我是女人（曲、編） | - 紀佳松 Feat. Matzka - 瑪紀（曲和編均與Matzka合作） - 紀佳松 - 爛情歌（詞、曲、編） - 紀佳松 Feat. 曾沛慈 - 不要再打了（詞與黃文宣合填、曲、編） - 紀佳松 - 愛因斯坦的腦袋（曲、編） - 紀佳松 - 我找不到我（曲、編） - 温岚 - 雨的秘密（制） |

### 2014年
| | |
| - SpeXial - 愛這種離譜感覺（編、監） - A'N'D - Angel and Devil（曲、詞、編、監） - 潘瑋柏 - 利柏拉契（編、監與潘瑋柏合作） - 潘瑋柏 - 小丑（編、監與潘瑋柏合作） - 潘瑋柏 - 打呼 （feat. 楊丞琳）（編、監與潘瑋柏合作） | - 潘瑋柏 - 最後一支舞（編、監與潘瑋柏合作） - 潘瑋柏 - 伊甸園（編、監與潘瑋柏合作） - 潘瑋柏 - 柏拉圖的異想世界（編、監與潘瑋柏合作） - 潘瑋柏 - 明天過後（編、監與潘瑋柏合作） |

### 2015年
| | |
| - SpeXial - Love Killah（編，監） - SpeXial - Dangerous(編 ，監) - SpeXial - Jam（編、監） - SpeXial - Bad Bad Boy（曲、編、監） - SpeXial - 有事嗎（編、監） | - SpeXial - 攤牌（編、監） - SpeXial - 暖男製造機（編、監） - SpeXial - 兩個人的博愛特區（編、監） - SpeXial - Un-Hun! Un-Hun!（編、監） - SpeXial - 犀利Girl（曲、編、監） |

### 2016年
|                                        |  |
| - SpeXial - Boyz on fire（曲、編、監） |  |

### 2017年
| | |
| - EXO - Sweet Lies（國）（詞） - 汪東城 - 英雄也會流淚（詞、曲與蘇亦承合作、監） - 辰亦儒 - 硬（詞與葛大為，sionz合作、曲與sionz合作、監） - 辰亦儒 - 參半（編、監） - 辰亦儒 - 萬人迷不迷（編、監） | - 潘瑋柏、關曉彤 - 漫動作（編曲，與Takey合作、監與潘瑋柏合作） - 邱勝翊 - 上位 (詞曲，與Daniel Kim,Takey合作、編、制) - 邱勝翊 - 愛上了你 (編、制) |

### 2018年
| |                                                                          |
| - UP10TION - Target On（반해, 안반해）（曲，與Daniel Kim、Sionz合作） - UP10TION- Blue Rose（曲，與Daniel Kim、Erik Wigelius合作） | - 東方神起 - Showtime（曲、監，Hanif 'Hitmanic' Sabzevri、Peo Dahl合作） |

- C.T.O - Insomnia 詞曲(詞曲,與Sionz合作)
- C.T.O - 燥 詞曲(詞曲,與 Daniel Kim合作)

### 2019年
- 朱星杰 - 魂不守舍 （編曲）
- UNINE - BOMBA (詞曲，與Daniel Kim、Sionz、Hanif Hitmanic Sabzevari合作）
- C.T.O feat.羅志祥&愷樂 - 口袋裡的愛 （制）
- C.T.O feat.羅志祥&愷樂 - 有你我就不孤單 （制）
- C.T.O - 陷阱 (曲,與Dennis Deko Kordnejad、Kevin KMan Mansoor、Hanif Hitmanic Sabzevari、Daniel Kim合作)
- 《明日之子水晶时代》主题曲 - GIRLS (曲,與Steve Wu 合作)
- 孟美岐 EP 《犟》- (監，與Daniel Kim 合作)
- 安心亞 - 輕樂心 (制)

### 2020年
- 朱星杰 - 浪漫（監）
- Cravity - Stay（曲,與 Daniel Kim 合作)
- Cravity - Realize (曲，與Daniel Kim合作)
- Nflying - Oh really (詞，與李承協J.DON合作)
- 安心亞 feat 宋柏緯 - 低頭戰（監）
- 安心亞 - 來追我男友吧（監）
- Unine - Ready Go (曲，與Jhen F /Steve Wu/STAINBOYS合作、監)

### 2021年
- OWV（日语：OWV） - Question（曲，與Daniel Kim / Cage合作）
- 盧瀚霆 - Megahit（曲，與Hanif Hitmanic Sabzevari / Måns Ek / Erik Sahlén / Daniel Kim合作）
- 羅志祥 - TRAP GAME （詞曲，與Daniel Kim合作）

### 2022年
- COLLAR - Call My Name! （曲，與金源奕 Daniel Kim合作、編）
- MIRROR - Innerspace（曲、編，曲與李周亨（이주형） / Jhen F合作，編與 Ariel Lai / Edward Chan合作）
- 盧瀚霆 - Mr. Stranger（曲、編，曲與Antoine 'Adile' Aboulkassim / Daniel Kim合作，編與Antoine 'Adile' Aboulkassim / Edward Chan合作）

### 2024年
- 郭富城 - EXIT （曲，與Hanif Hitmanic Sabzevari / Erik Wigelius / Anders Wigelius / Daniel Kim合作）
- 潘宇謙 - 在你身邊 （監）

### 2025年
- 潘宇謙 - 想和你 （監）
- 潘宇謙 - 幸福的軌道 （監）

## 外部連結
- 紀佳松的Facebook專頁
- 紀佳松的新浪微博
- 紀佳松的新浪博客
- 紀佳松的X（前Twitter）
- 紀佳松 （页面存档备份，存于）的Instagram
- 紀佳松 Blue J-WRETCH